# Gisslingen
Gisslingen är en sjö i Söderhamns kommun i Hälsingland och ingår i Ljusnans huvudavrinningsområde. Sjön är 3 meter djup, har en yta på 0,564 kvadratkilometer och är belägen 64 meter över havet.

## Delavrinningsområde
Gisslingen ingår i det delavrinningsområde (678019-155767) som SMHI kallar för Utloppet av Gisslingen. Medelhöjden är 70 meter över havet och ytan är 2,67 kvadratkilometer. Det finns inga avrinningsområden uppströms utan avrinningsområdet är högsta punkten. Vattendraget som avvattnar avrinningsområdet har biflödesordning 3, vilket innebär att vattnet flödar genom totalt 3 vattendrag innan det når havet efter 40 kilometer. Avrinningsområdet består mestadels av skog (76 procent). Avrinningsområdet har 0,57 kvadratkilometer vattenytor vilket ger det en sjöprocent på 21,2 procent.